# Orlow Seunke
Orlow Seunke, né le 22 septembre 1952 à Amsterdam, est un réalisateur, producteur et écrivain néerlandais.

## Filmographie

### Réalisateur
- 1981 : Het begin
- 1982 : The Hes Case[2]
- 1985 : Pervola, Tracks in the Snow[3]
- 1991 : Oh Boy![4]
- 1996 : Frans en Duits[5]
- 1997 : Tropic of Emerald[6]
- 1999 : Kaas[7]
- 2008 : Fishing Platform : co-réalisé avec Rayya Makarim[8]

### Producteur
- 2008 : Between the Walls de Leonard Retel Helmrich et Dria Soetomo
- 2008 : Heaven for Insanity de Dria Soetomo

## Livre
- 2000 : Gordel van smaragd[9]